# Provola silana
La Provola silana è un formaggio e prodotto tipico calabrese.

## Caratteristiche
La provola silana è un formaggio semiduro a pasta filata ottenuto grazie alla lavorazione del latte vaccino, proveniente dalle diverse razze bovine allevate in zona e si distingue per via della sua tipica forma definita ovale o tronco-conica.
Presenta una crosta sottile e molto omogenea, piuttosto liscia e dal marcato colore giallo paglierino mentre internamente la pasta, si presenta omogenea a compatta con una lievissima occhiatura di colore bianco o giallo chiarissimo che diventano più intense man mano che si raggiunge l’interno del formaggio.
Viene prodotta seguendo gli antichi metodi di lavorazione all’interno del territorio circostante ai monti della Sila – tra i 900 ed i 1400 metri di altitudine – tra le province di Cosenza, Crotone e Catanzaro e più precisamente tra i comuni di San Giovanni in Fiore, Pedace, Spezzano della Sila, Longobucco, Serra Pedace e Castelsilano. Come nel caso del caciocavallo silano, la provola silana è prodotta anche in altre regioni dell'Italia meridionale, anche a causa della tendenza in passato da parte dei proprietari delle mandrie a “transumare” per distanze molto lunghe.

## Lavorazione
Il latte crudo appena munto viene filtrato e viene aggiunto il caglio. 
In seguito si fa coagulare a una temperatura di circa 37 °C.
Una volta rassodato, il coagulo viene rotto in modo da ottenere dei piccoli granuli e si procede con il riscaldamento della cagliata fino a 40-45 °C. Dopo il riscaldamento, la cagliata viene tenuta in agitazione per favorirne la disidratazione e viene lasciata sedimentare sul fondo. A questo punto la cagliata viene estratta, fatta riposare per alcuni giorni e poi filata: le forme così ottenute vengono infine immerse in acqua fredda per favorirne il rassodamento.